# 奈良そごう
奈良そごう（ならそごう）は、株式会社奈良そごうが奈良県奈良市で運営していた百貨店。
長屋王邸宅跡に建設され、開業前の発掘調査で邸宅跡であることが判明し5万点の木簡が出土した。
開業時のキャッチコピーは「奈良最大の都市型本格百貨店」。
2000年（平成12年）12月25日にほとんどの売場が、12月31日に残る食品売場が閉店した。その後、同じ建物にイトーヨーカドー奈良店が2003年（平成15年）7月10日に開業したが、2017年9月10日に閉店、2018年4月にミ・ナーラとして再オープンした。

## 概要
「マイカーで通える郊外型高級百貨店」として奈良県や京都府南部、三重県西部の住民を商圏とし、大阪や京都に流出する年間1400億円の購買力を取り込むとの触れ込みで開業している。
奈良そごうは県内で唯一の近鉄百貨店以外の百貨店だった。奈良県はそごうの創業者十合伊兵衛の出身地（正確には橿原市十市町）だったため出店したとの見方のほか、関東に比べて関西での店舗展開が遅れていたことが大きな動機となったとの見方もあった。

### 運営
（株）奈良そごうは（株）千葉そごう（現：そごう千葉店）が90％出資の親会社であり、上場企業の（株）そごうとの資本関係は薄かった。しかし、実際の運営上はそごう大阪店にとっての兄弟店として扱われていた。
外観は横浜そごうのように丸みを帯びたデザインである。また、華美な内装の店舗が多かったそごうグループの中でも、福山と並んで特に豪華な店舗となっていた。1階の中央部には2階までの吹き抜けの下に法隆寺夢殿を模した金色の「浮夢殿」が設置されたほか、5階には入り口にロダンの彫刻「オルフェ」を置いた「奈良そごう美術館」を開設していた。さらに、豪華絢爛な会長室や会議室が存在した。
（株）奈良そごうは二条大路南1丁目交差点南東角に面した赤茶色のビルが本社ビルだった。このフロアの一部は「奈良そごうアネックス」のテナント区画としており、朝日新聞系の朝日カルチャーセンターなどが入居していた。

### 過大な投資と増床計画
初年度売上目標350億円に対して、初期投資が約850億円という過大投資であった。
しかし、出店計画が出された当初は、地下2階、地上11階建てとされ、1993年秋までに増床する計画もあった。その内容は、本館北側の第一駐車場（現：ミ・ナーラの第1駐車場）部分に別館を建て、地下2階 - 1階部分を売場とし、2階以上を立体駐車場として活用するというもの。既存売場の35,000m2に別館売場部分22,000m2を増床することで、57,000m2を確保、当時関西最大級の百貨店を目指すとされた。この増床により食品・ヤングファッション・スポーツ・ホビーの各部門を強化し、多目的ホールなどの文化・サービス施設も設置する計画だった。

### 閉店の経緯
（株）奈良そごうは経常赤字でこそあったものの、主たる収益源を外商の売上に頼り、売上高も姉妹店の大阪店より多かった。そのような理由でグループ経営破綻の時点では営業黒字ではあった。そのため、そごうグループの一員として約1231億円の負債を抱えて民事再生法を申請したものの、先述のように開設に至るまでの莫大な初期投資が経営を圧迫したことや、駅前の立地ではなかったため再生が困難と判断されたことにより存続店とはならず、2000年（平成12年）12月25日にほとんどの売り場が閉店し、残る1階の一部食品売場も2000年（平成12年）12月31日の営業を最後に閉店した。
また、当店の出店前から大和西大寺駅前のショッピングモール「ならファミリー」に入居していた近鉄百貨店奈良店は、従来の建物では当店との競争に勝てないと判断し、1990年（平成2年）12月31日にいったん閉店し、全館建て替えの上で1992年（平成4年）11月14日 に再開業した。この際、9,789m2から3倍の30,289m2に増床している。これも当店にとって痛手となった。

### 閉店後
三越が大塚家具と共同出店を表明したが断念し、この建物にイトーヨーカドー奈良店が2003年（平成15年）7月10日に開業したが、これも2017年（平成29年）9月10日には不採算となって閉店した。かつての長屋王邸（屋敷跡）に建てられたことから、地元民の間では「奈良そごう（とイトーヨーカドー奈良店）の閉鎖は長屋王の呪いである」との指摘があるという。
2018年4月にミ・ナーラとして再オープンした。

## 構造
前述の通り、二条大路南遺跡（長屋王邸跡）に建てられたため、百貨店にもかかわらず地下売場がなかった。そのため、婦人用品や化粧品売場と食品売場が並列すると言う奇妙な売場構造となっていた。
1階にはシンボルゾーン「浮夢殿」が設置されていた。

## フロアガイド
| 階  |                                            |
| --- | ------------------------------------------ |
| 7F  | 回転展望レストラン（ラウンジ階）           |
| 6F  | 公園のある街（屋上階）                     |
| 5F  | 美術館のある街                             |
| 4F  | イッツ・ア・スモールワールド時計の見える街 |
| 3F  | おとぎの国のある街                         |
| 2F  | ミラノテイストの香る街                     |
| 1F  | エレガントな夢がきらめく街                 |
| B1F | バックヤード                               |

（出典：奈良新聞 1989年10月1日号 10 - 11頁）
- 7F - 中国料理 翠苑
- 6F- こどもどうぶつ広場・ペットギャラリーメルヘン
- 5F - そごう美術館・川の流れる世界のグルメ街・カルチャー&生活情報サービス、美容・エステティックサロン
- 4F - ギフト&ホビー・住まいのフロア
- 3F - ホビー&スティショナリー・キッズ・レディス・スポーツのフロア
- 2F - インポート・ファッションとプレタポルテ、メンズのフロア
- 1F - 特選ブティック・ヤングファッション・ファッション雑貨・フーズのフロア
- B1F - バックヤード

## 建設に関わった企業
（出典：奈良新聞 1989年10月1日号 17頁）
- 総合建設業
  - 浅川組
  - 奥村組
  - 三和建設株式会社
  - 村本建設株式会社

- 昇降設備
  - 株式会社 東芝
  - 株式会社 日立製作所
  - 三菱電機株式会社

- 電気工事
  - 東光電気工事株式会社（関西支社）
  - 近畿電気工事株式会社

- 衛生工事
  - 大成設備株式会社（大阪支店）
  - トーヨコ株式会社（大阪支店）

- 空調設備
  - 新菱冷熱工業株式会社（大阪支社）
  - 須賀工業株式会社（大阪支社）
  - 株式会社 大気社
  - 東洋熱工業株式会社（大阪支店）

## 交通
立地が重要条件となる百貨店であるが、奈良そごうは最寄り駅（近鉄新大宮駅）より離れている一方で国道24号線と県道369号線に隣接しており、自家用車を主要交通機関とする郊外型百貨店のモデル店舗とされ（商圏は奈良県全域、京都府山城地区、三重県伊賀地区の広範囲に渡る）、百貨店としては異例の1,500台収容可能な大型駐車場を設置した。そのため、新大宮駅から最も近い南東角の大宮通りに面した玄関をメインエントランスとしたものの、実際の主要玄関は平面駐車場のある北側の2つとなった。
車での来店を目論んでいたため、駐車場が第1駐車場 - 第3駐車場及び第1駐車場北、西、東の広域に渡り存在した。特に第2駐車場は一番遠い駐車場であり、歩いて行くことも困難な距離であったため、開店まもない頃は駐車場と店をシャトルバスが10分 - 20分間隔で運行していた。後にシャトルバスが廃止になり、駐車場は料金所をなくし常時開放（放置）状態であった。（現在はカーム三条大路店）。

## その他
株式会社そごう出身で（株）奈良そごう最後の代表取締役社長を務めた榎本健志は、のちに奈良県教育委員会から県立高校の公募校長として採用され、経営者から教育者となった。
（株）奈良そごうの子会社として1988年から運営していた不動産開発代理業の「申門開発」は負債50億7千万円を抱えて2002年6月12日に奈良地裁から破産宣告を受けている。JR奈良駅前のテナントビルの開発を担っていたが、開発計画の中止と 親会社の破産宣告を受けて休業していたという。（出典：2002年7月4日 朝日新聞 朝刊 奈良1 20頁）